# Daneil Cyrus
Daneil Cyrus (* 15. Dezember 1990 in Plymouth) ist ein Fußballspieler aus Trinidad und Tobago.

## Karriere

### Verein
Daneil Cyrus erlernte das Fußballspielen in der Jugendmannschaft des United Petrotrin FC Bis Ende Februar 2010 stand er beim Joe Public FC unter Vertrag. Der Verein aus Tunapuna spielte in der ersten Liga, der TT Pro League. Am 1. März 2010 wechselte er zum FC Santa Rosa. Vom 1. Juli 2010 bis 30. Juni 2011 spielte er auf Leihbasis beim Erstligisten Caledonia AIA in Morvant. Am 16. Juli 2011 wechselte er bis Jahresende ebenfalls auf Leihbasis zu Sporting Kansas City. Das Franchise aus Kansas City, Missouri, spielte in der Major League Soccer (MLS). Für Kansas City absolvierte er zwei Ligaspiele. Im Juli 2012 nahm ihn W Connection unter Vertrag. Hà Nội FC, ein Erstligist aus Vietnam, lieh ihn von Mai 2014 bis Juni 2015 aus. 2014 feierte er mit HHà Nội die vietnamesische Vizemeisterschaft. Mit dem Verein aus Hanoi spielte er 26-mal in der ersten Liga. Von Anfang August 2015 bis Jahresende lieh ihn der in der MLS spielende Chicago Fire aus. Für das Franchise aus Chicago, Illinois, stand er sechsmal in der MLS auf dem Spielfeld. Nach Vertragsende bei W Connection war er vom 1. Januar 2017 bis 30. Juni 2017 vertrags- und vereinslos. Am 1. Juli 2017 ging er nach Honduras, wo ihn der Juticalpa FC aus Juticalpa unter Vertrag nahm. Der Verein spielte in der ersten Liga des Landes. Nach drei Erstligaspielen kehrte er im Mai 2018 wieder in seine Heimat zurück. Hier stand er bis Ende Juli beim Central F.C. in Couva unter Vertrag. Am 1. August 2018 zog es ihn nach Saudi-Arabien, wo ihn der Al-Orobah FC unter Vertrag nahm. Ein Jahr später ging er nach Indien zum Mohun Bagan AC. Mit dem Klub aus Kalkutta feierte er die Meisterschaft der I-League. Über den irakischen Verein Erbil SC wechselte er im Juli 2021 nach Thailand zum Chainat Hornbill FC. Der Verein aus Chainat spielt in der zweiten thailändischen Liga, der Thai League 2. Nach einer Saison, in der er 20 Zweitligaspiele bestritt, wechselte er im August 2022 wieder nach Indien. Hier schloss er sich dem Sudeva Delhi FC an. Mit dem Verein aus Delhi spielte er viermal in der I-League.

### Nationalmannschaft
Daneil Cyrus spielte 2007 dreimal in der U17-Nationalmannschaft. Mit der Mannschaft nahm er an der U17-Weltmeisterschaft in Südkorea teil. Hier belegte man mit drei Niederlagen den letzten Platz in der Gruppenphase. 2009 stand er für die U20-Mannschaft fünfmal auf dem Spielfeld. Bei der U20-Weltmeisterschaft kam er dreimal in den Gruppenspielen zum Einsatz. Dreimal spielte er 2012 in der U23-Mannschaft.
Seit 2010 spielt Daneil Cyrus für die Nationalmannschaft von Trinidad und Tobago. Sein Debüt in der Nationalmannschaft gab er am 5. Mai 2010 in einem Freundschaftsspiel gegen Chile im chilenischen Iquique.

## Erfolge
Mohun Bagan AC
- I-League: 2019/20